# Area marina di Miramare
Area marina di Miramare este o arie protejată (arie specială de conservare — SAC, sit de importanță comunitară — SCI, arie de protecție specială avifaunistică — SPA) din Italia întinsă pe o suprafață de 25 ha, din care 99 % marine.

## Localizare
Centrul sitului Area marina di Miramare este situat la coordonatele 45°42′03″N 13°42′52″E / 45.700942°N 13.714482°E.

## Înființare
Situl Area marina di Miramare a fost declarat arie de protecție specială avifaunistică în decembrie 2021 pentru a proteja 22 de specii de animale. Alte tipuri de protecție:
- sit de importanță comunitară (în iulie 2011)
- arie specială de conservare (în iunie 2020)[1][3][4]

## Biodiversitate
Situată în ecoregiunea continentală, aria protejată conține 2 habitate naturale: Recifuri, Bancuri de nisip acoperite în permanență slab de apă marină.
La baza desemnării sitului se află mai multe specii protejate:
- păsări (19): fluierar de munte (Actitis hypoleucos), pescăruș albastru (Alcedo atthis), cufundar polar (Gavia arctica), cufundar mare (Gavia immer), pescăruș sur (Larus canus), pescăruș negricios (Larus fuscus), pescăruș-cu-cap-negru (Larus melanocephalus), Larus michahellis, pescăruș râzător (Larus ridibundus), Mergus serrator, Phalacrocorax aristotelis desmarestii, cormoran mare (Phalacrocorax carbo), corcodel mare (Podiceps cristatus), corcodel-cu-gât-roșu (Podiceps grisegena), corcodel-cu-gât-negru (Podiceps nigricollis), Puffinus yelkouan, Rissa tridactyla, chiră de baltă (Sterna hirundo), chiră de mare (Thalasseus sandvicensis)
- mamifere (1): delfin mare (Tursiops truncatus)
- pești (1): Alosa fallax
- reptile (1): Caretta caretta

Pe lângă speciile protejate, pe teritoriul sitului au mai fost identificate 6 specii de plante, 2 specii de mamifere, 17 specii de nevertebrate, 7 specii de pești.